# 普萊施尼茨青肯山

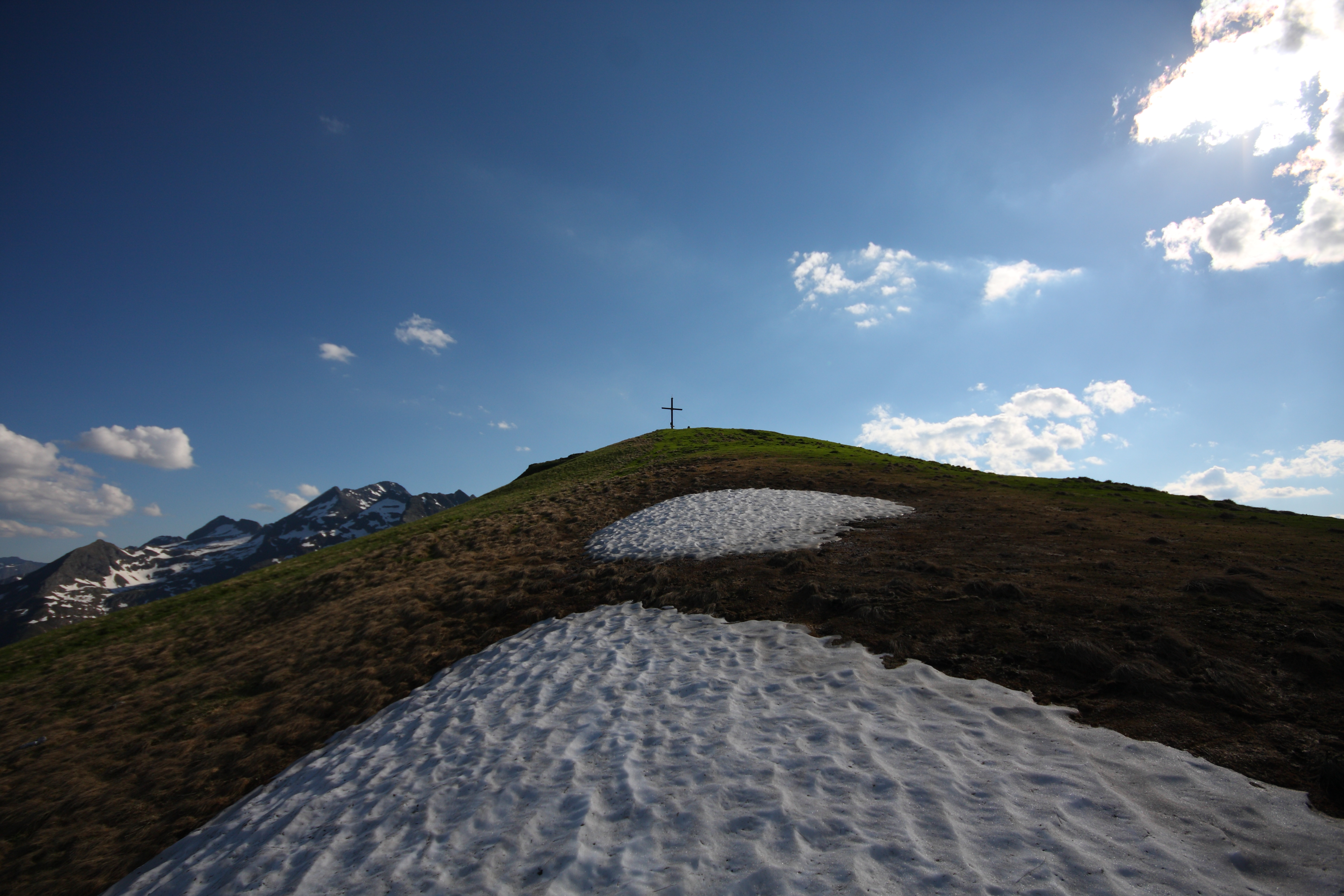

47°22′22″N 13°51′22″E / 47.372849°N 13.856095°E
普萊施尼茨青肯山（德語：Pleschnitzzinken），是奧地利的山峰，位於該國東南部，由施泰爾馬克州負責管轄，屬於施拉德明陶恩山脈的一部分，處於普魯格恩附近，海拔高度2,112米，每年平均降雨量2,029毫米。